# ماريان مونتيانو
ماريان مونتيانو (بالرومانية: Marian Munteanu)‏ هو سياسي روماني، ولد في 19 يونيو 1962 في مقاطعة جورجيو في رومانيا.